# Blick
Blick è un quotidiano svizzero di lingua tedesca e lingua francese fondato nel 1959. Con 262'000 copie vendute è il secondo quotidiano più venduto in Svizzera, dietro il giornale gratuito di 20 Minuti.